# アイザック・チャンサ
アイザック・チャンサ（Isaac Chansa、1984年3月23日 - ）は、ザンビアの元サッカー選手。元ザンビア代表。現役時代のポジションはMF。

## クラブ歴
2004年にパワー・ダイナモスFCからプレミアサッカーリーグのオーランド・パイレーツFCに移籍。2006年末にはジョモ・コスモスFC戦での衝突で副審を襲撃したために3か月の出場停止処分となった。2007年にはスウェーデンのヘルシンボリIFに移籍し、スチュワート・バクスターの指導を受けた。2010年2月1日にヘルシンボリとの契約が切れたため、オーランド・パイレーツに復帰した。
2012年6月に中国サッカー・スーパーリーグの河南建業へ70万米ドルの移籍金で移籍した。

## 代表歴
アフリカネイションズカップには2006年大会から出場し、2012年大会では優勝を果たした。

## タイトル
ザンビア代表
- アフリカネイションズカップ: 2012